# Česká ženská hokejová reprezentace
Česká ženská hokejová reprezentace je reprezentačním výběrem českých hráček ledního hokeje. Od počátku 20. let 21. století se řadí mezi světovou špičku. Vznikla v roce 1993 jako nástupce československé reprezentace. Mistrovství světa žen se účastní od roku 1999, nejlepším výsledkem týmu je 3. místo z roku 2022 a 2023. V roce 2022 se reprezentace poprvé zúčastnila také olympijských her a skončila na 7. místě. 

## Mezinárodní soutěže

### Olympijské hry
České hokejistky se po čtyřech neúspěšných kvalifikačních turnajích poprvé úspěšně kvalifikovaly na ženský turnaj v ledním hokeji na zimních olympijských hrách v roce 2022. Konečná soupiska pro turnaj byla zveřejněna 12. ledna 2022. V základní skupině B výběr skončil na druhém místě po dvou výhrách a jedné prohře v základní hrací době a jedné prohře v prodloužení. Ve čtvrtfinále narazil celek na favorizované Američanky, kterým podlehl 1:4. V zápase, jehož skóre bylo až do třetí třetiny 1:1, a ve kterém Češky zásluhou Michaely Pejzlové necelou minutu vedly, čelila brankářka Peslarová 58 střelám.
| Rok                | Místo konání      | U   | Q  |
| ------------------ | ----------------- | --- | -- |
| 2006 (kvalifikace) | Rusko (Podolsk)   | 12. | 3. |
| 2010 (kvalifikace) | Čína (Šanghaj)    | 13. | 4. |
| 2014 (kvalifikace) | Německo (Weiden)  | 9.  | 2. |
| 2018 (kvalifikace) | Švýcarsko (Arosa) | 9.  | 2. |
| 2022               | Čína (Peking)     | 7.  | 1. |

### Mistrovství světa
Na mistrovství světa startovalo Česko vždy od roku 1999, kdy bylo zrušeno mistrovství Evropy a byly ustanoveny nižší skupiny a divize mistrovství světa. Nejprve hrálo stabilně v 1. divizi až do roku 2009, kdy sestoupilo do 2. divize. Hned se ale vrátilo do 1. divize a od roku 2016 hraje v elitní skupině.
Po úvodních několika letech, kdy se nikdy nedostala do semifinále, zaznamenala reprezentace pod vedením nové kanadské trenérky MacLeodové roku 2022 první výrazný úspěch, když získala bronzové medaile. Že to nebyla jen náhoda, dokázala jejich obhajobou následujícího roku. V roce 2024 české hokejistky sahaly po „bronzovém hattricku“, ale ve vyrovnané bitvě o bronz nakonec podlehly Finkám (které přitom ve skupině porazily 4:0) a skončily čtvrté.
| MS   | Místo konání                     | U                                | D                                | UD                               |
| ---- | -------------------------------- | -------------------------------- | -------------------------------- | -------------------------------- |
| 1999 | Francie (Colmar)                 | 12.                              | B                                | 4.                               |
| 2000 | Lotyšsko (Liepāja, Riga)         | 15.                              | B                                | 7.                               |
| 2001 | Francie (Briançon)               | 11.                              | B                                | 3.                               |
| 2003 | Lotyšsko (Ventspils)             | 11.                              | B                                | 3.                               |
| 2004 | Lotyšsko (Ventspils)             | 11.                              | B                                | 2.                               |
| 2005 | Švýcarsko (Romanshorn)           | 11.                              | B                                | 3.                               |
| 2007 | Japonsko (Nikkó)                 | 14.                              | B                                | 5.                               |
| 2008 | Lotyšsko (Ventspils)             | 12.                              | B                                | 3.                               |
| 2009 | Rakousko (Štýrský Hradec)        | 14.                              | B                                | 5.                               |
| 2011 | Francie (Caen)                   | 14.                              | C                                | 1.                               |
| 2012 | Lotyšsko (Ventspils)             | 9.                               | B                                | 1.                               |
| 2013 | Kanada (Ottawa)                  | 8.                               | A                                | —                                |
| 2014 | Česko (Přerov)                   | 9.                               | B                                | 1.                               |
| 2015 | Francie (Rouen)                  | 9.                               | B                                | 1.                               |
| 2016 | Kanada (Kamloops)                | 6.                               | A                                | —                                |
| 2017 | USA (Plymouth)                   | 8.                               | A                                | —                                |
| 2019 | Finsko (Espoo)                   | 6.                               | A                                | —                                |
| 2020 | zrušeno kvůli pandemii covidu-19 | zrušeno kvůli pandemii covidu-19 | zrušeno kvůli pandemii covidu-19 | zrušeno kvůli pandemii covidu-19 |
| 2021 | Kanada (Calgary)                 | 7.                               | A                                | —                                |
| 2022 | Dánsko (Herning, Frederikshavn)  | .                                | A                                | —                                |
| 2023 | Kanada (Brampton)                | .                                | A                                |                                  |
| 2024 | USA (Utica)                      | 4.                               | A                                |                                  |
| 2025 | Česko (České Budějovice)         | 4.                               | A                                |                                  |

### Mistrovství Evropy
Česko startovalo na všech konaných mistrovstvích Evropy, čímž navázalo na dvě účasti Československa. Po roce 1996 byl tento turnaj nahrazen nižšími skupinami na mistrovství světa.
| MS   | Místo konání                 | U  | D | UD |
| ---- | ---------------------------- | -- | - | -- |
| 1993 | Ukrajina (Kyjev)             | 8. | B | 2. |
| 1995 | Dánsko (Esbjerg)             | 9. | B | 3. |
| 1996 | Slovensko (Trnava, Piešťany) | 9. | B | 3. |

### Hráčky
Soupiska Mistrovství světa v ledním hokeji žen 2022.
Hlavní trenér: Carla MacLeodová
| Číslo | Post | Jméno               | Výška  | Hmotnost | Datum narození              | Tým                       |
| ----- | ---- | ------------------- | ------ | -------- | --------------------------- | ------------------------- |
| 1     | G    | Viktorie Švejdová   | 1,68 m | 69 kg    | 24. června 2002 (20 let)    | SDE Hockey                |
| 2     | D    | Aneta Tejralová – A | 1,64 m | 53 kg    | 4. ledna 1996 (26 let)      | Boston Pride              |
| 3     | D    | Adéla Šapovalivová  | 1,62 m | 54 kg    | 17. května 2006 (16 let)    | Berounští Medvědi         |
| 4     | D    | Daniela Pejšová     | 1,75 m | 70 kg    | 14. srpna 2002 (20 let)     | Luleå HF/MSSK             |
| 8     | D    | Klára Seroiszková   | 1,75 m | 73 kg    | 25. ledna 2001 (21 let)     | Göteborg HC               |
| 9     | F    | Alena Mills – C     | 1,73 m | 83 kg    | 9. června 1990 (32 let)     | Brynäs IF                 |
| 10    | F    | Denisa Křížová – A  | 1,65 m | 64 kg    | 3. listopadu 1994 (27 let)  | Minnesota Whitecaps       |
| 11    | F    | Karolína Erbanová   | 1,76 m | 72 kg    | 27. října 1992 (29 let)     | HPK                       |
| 12    | F    | Klára Hymlarová     | 1,63 m | 67 kg    | 27. února 1999 (23 let)     | St. Cloud State Huskies   |
| 13    | F    | Laura Lerchová      | 1,70 m | 69 kg    | 13. června 2000 (22 let)    | Skellefteå AIK            |
| 14    | D    | Dominika Lásková    | 1,67 m | 70 kg    | 20. prosince 1996 (25 let)  | Toronto Six               |
| 15    | D    | Andrea Trnková      | 1,76 m | 70 kg    | 3. března 2004 (18 let)     | HC Spartak Choceň         |
| 16    | F    | Kateřina Mrázová    | 1,63 m | 63 kg    | 19. října 1992 (29 let)     | Connecticut Whale         |
| 17    | D    | Pavlína Horálková   | 1,64 m | 61 kg    | 24. května 1991 (31 let)    | HK Birjusa Krasnojarsk    |
| 18    | F    | Michaela Pejzlová   | 1,69 m | 62 kg    | 4. června 1997 (25 let)     | HIFK                      |
| 19    | F    | Natálie Mlýnková    | 1,61 m | 61 kg    | 24. května 2001 (21 let)    | Vermont Catamounts        |
| 23    | F    | Agáta Sarnovská     | 1,74 m | 75 kg    | 17. října 2001 (20 let)     | AIK                       |
| 25    | F    | Kristýna Pátková    | 1,67 m | 70 kg    | 17. června 1998 (24 let)    | Vermont Catamounts        |
| 26    | F    | Vendula Přibylová   | 1,71 m | 78 kg    | 23. března 1996 (26 let)    | Modo                      |
| 27    | D    | Tereza Radová       | 1,76 m | 74 kg    | 22. listopadu 2001 (20 let) | Leksands IF               |
| 28    | F    | Noemi Neubauerová   | 1,73 m | 69 kg    | 15. prosince 1999 (22 let)  | Providence Friars         |
| 29    | G    | Klára Peslarová     | 1,64 m | 63 kg    | 23. listopadu 1996 (25 let) | Brynäs IF                 |
| 31    | G    | Blanka Škodová      | 1,77 m | 68 kg    | 1. října 1997 (24 let)      | Minnesota Duluth Bulldogs |

## Trenéři
| Trenér           | Období     |
| ---------------- | ---------- |
| Milan Koks       | 1999–2000  |
| Jan Fidrmuc      | 2001–2009  |
| Karel Manhart    | 2009–2013  |
| Jiří Vozák       | 2013–2017  |
| Petr Novák       | 2017–2020  |
| Tomáš Pacina     | 2020–2022  |
| Carla MacLeodová | 2022–dosud |